# B-st.
B-st.（ビー・スタ）は、ジャック・メディア（後のジャック・メディア・キャピタル）より発行されていたヘアスタイル・ファッション雑誌。前身となる雑誌名は『BiDaN』（ビダン）。2010年5月号から『B-st.』に改称。毎月24日発売。改称から一年経たない2011年2月号で休刊となった。　

## 概要
元々はヘアスタイルの雑誌として発刊されたが、年を重ねるごとにファッションを紹介するページの掲載比率が増加した。現在は、7：3ほどの比率で未だにヘアー関連が押してはいるものの、立派なファッション誌へと成長している。
雑誌の内容としては、サロンとのコラボレーションで様々なヘアースタイルを提案、ほかにもスタイリング剤やコテの便利な使いかたの紹介など、ヘアー関連を特出して扱う。また、学生向けの記事が多く、高校生から大学生もしくは20代前半男性向けの雑誌と云える。
表紙は、雑誌の発売時期にドラマや映画に出演もしくは主演するファッションリーダーもしくはそれに近い俳優が飾る傾向にある。近年は、研音所属の俳優やジャニーズ事務所の有名タレントが表紙を飾ることが多くなってきている。
2008年頃から誌面の構成はB-moと呼ばれる読者モデルが中心となったが、彼らの多くはキラリやSamurai ELOといった同系統の男性雑誌にも露出していたので徐々に他誌との差別化が難しくなっていった。
リニューアル第1号の表紙は山本裕典が飾ったが、休刊前最終号の表紙も山本であった。

## 関連性の強い人物
- 速水もこみち
- 小出恵介
- 塚本高史
- 瑛太
- 平岡祐太
- 市原隼人
- 生田斗真

※2回以上同誌表紙を飾ったことのある俳優のみを記載

## 隔月発行の別冊雑誌（ムック）

### 最強の「ストリート古着」
古着について扱う。

### 男のカラダCATALOG
2003年11月以降は発行されていない。

### 男のモテ髪
2月、8月に発行される。本誌「BiDaN」に掲載されたヘアースタイルを一覧にし、カタログとして発行。スタイリング剤などについても扱う。